# 圣米格尔-杜马图 (阿罗卡)
圣米格尔-杜马图是葡萄牙阿威罗区的一个堂区。总面积27.34平方公里，总人口800人，人口密度29.3人/平方公里。